# セックス・ハイク
『セックス・ハイク』（原題:Uden en trævl 英題:Without a Stitch）は、1968年のデンマークの成人映画である。日本公開は1969年5月24日。

## 概説
性科学映画全盛期に作られたエロティックな映画であり、現在でいうR15～R18に相当する、成人指定の映画であった。ヒロインは欲求不満の10代の娘でセックスの快楽を探求する旅に出るという内容に、少しユーモアを加えたセックス・ドラマである。現在からすると性描写は全く激しくは無いが、当時としては結構大胆な方だった。

## スタッフ
- 監督・脚本：アンネリーゼ・マイネッケ
- 脚本：ジョン・ヒルバード
- 撮影：ヤン・バインケ
- 音楽：オレ・ホイヤー

## キャスト
- アンネ・グレーテ
- ニルス・ボルクサンド